# Список картин Зинаиды Серебряковой

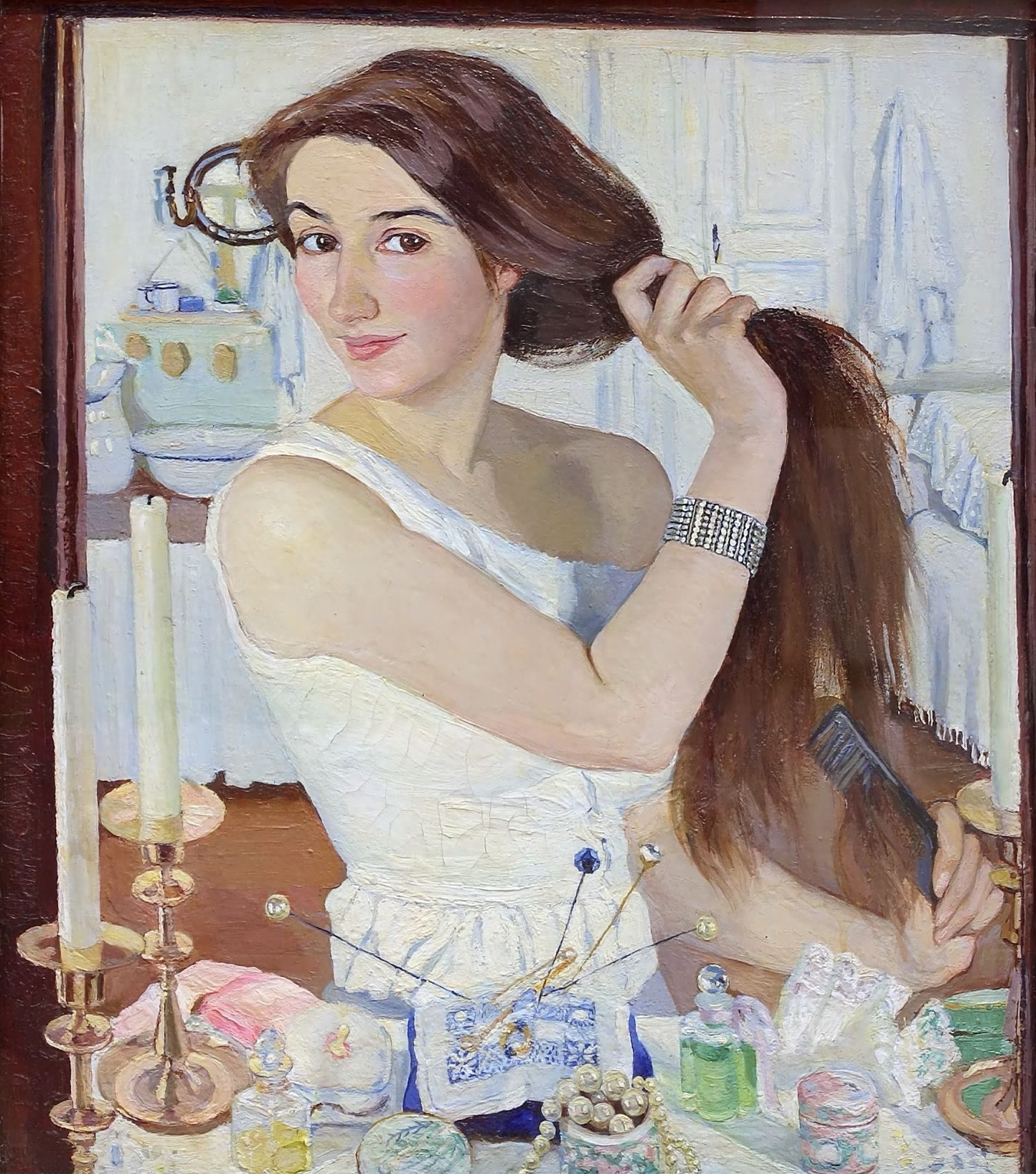
Зинаида Евгеньевна Серебрякова. За туалетом. Автопортрет (1909)

Ниже представлен список живописных произведений русской художницы Зинаиды Серебряковой (1884—1967), расположенных в хронологическом порядке из Государственного каталога Музейного фонда Российской Федерации. Картины со спорной атрибуцией авторства выделены тёмно-серым цветом, а даты серым.

## Живопись
| Дата      | Изображение   | Название                                                       | Данные                                                                           | Местонахождение | Примечание                                                                                  |
| --------- | ------------- | -------------------------------------------------------------- | -------------------------------------------------------------------------------- | --- | ------------------------------------------------------------------------------------------- |
| 1890-1910 |               | «Пейзаж в Бобыльске»                                           | Холст, масло 37,8 х 53 ПДМБ 192-ж                                                | Государственный музей-заповедник, Петергоф, Санкт-Петербург, Россия                                                                                           | [ 1 ]                                                                                       |
| ХХ        |               | «Перед завтраком»                                              | Холст, масло 142 х 92 Ж 1796                                                     | Художественная культура Русского Севера, Архангельск, Россия                                                                                                  | [ 2 ]                                                                                       |
| XX        |               | «Портрет девочки Тани»                                         | Холст, масло 62,5 х 49,5 ЧХГ-РЖ-45                                               | Художественная галерея, Чайковск, Россия | [ 3 ]                                                                                       |
| XX        |               | «Пейзаж»                                                       | Холст, масло 50 х 50 ЧХГ-РЖ-46                                                   | Художественная галерея, Чайковск, Россия | Эскиз росписи Казанского вокзала                                                            |
| 1901      |               | «Занавешенное окно»                                            | Бумага, белила, акварель, темпера 17,2 х 15,4 ПДМБ 125-ж                         | Государственный музей-заповедник, Петергоф, Санкт-Петербург, Россия                                                                                           | [ 5 ]                                                                                       |
| 1902      |               | «Крестьянин»                                                   | Бумага, карандаш, темпера 25,8 х 20,8 ПДМБ 135-ж                                 | Государственный музей-заповедник, Петергоф, Санкт-Петербург, Россия                                                                                           | [ 6 ]                                                                                       |
| 1906      |               | «Автопортрет»                                                  | Бумага, темпера 28,9 х 17,5 ПДМБ 166-ж                                           | Государственный музей-заповедник, Петергоф, Санкт-Петербург, Россия                                                                                           | [ 7 ]                                                                                       |
| 1907      |               | «Портрет няни. Даша»                                           | Холст, масло 74 х 56 Ж-3                                                         | Художественный музей, Таганрог, Россия | [ 8 ]                                                                                       |
| 1907      |               | «Фарфоровые мальчики»                                          | Бумага, белила, темпера 14,8 х 21,9 ПДМБ 122-ж                                   | Государственный музей-заповедник, Петергоф, Санкт-Петербург, Россия                                                                                           | [ 9 ]                                                                                       |
| 1908      |               | «Зеленя осенью»                                                | Бумага на картоне, гуашь 43,4 x 45 3867                                          | Государственная Третьяковская галерея, Москва, Россия · (приобретена Советом Третьяковской галереи в 1910 г. у автора, Зинаиды Серебряковой)                  |                                                                                             |
| 1908      |               | «Крестьянка в красном сарафане»                                | Холст, масло 76 х 60 Ж-63                                                        | Удмуртский республиканский музей изобразительных искусств, Ижевск, Россия · (приобретён музеем в частной коллекции Ковыловой Н. А. в г. Ленинграде в 1982 г.) | Этюд, вероятно, написанный к картине «Жатва»                                                |
| 1909      |               | «За туалетом. Автопортрет»                                     | Холст на картоне, масло 75,2 х 65,5 Инв.3868                                     | Государственная Третьяковская галерея, Москва, Россия · (приобретена Советом Третьяковской галереи в 1910 г. у автора, Зинаиды Серебряковой)                  | [ 13 ]                                                                                      |
| 1909      |               | «Шура Серебряков в Нескучном»                                  | Бумага, темпера 38,3 х 45,4 ПДМБ 190-ж                                           | Государственный музей-заповедник, Петергоф, Санкт-Петербург, Россия                                                                                           | [ 14 ]                                                                                      |
| 1910-е    |               | «Крестьянская девушка»                                         | Холст, масло 37 x 36 Ж-1314                                                      | Государственный историко-архитектурный и художественный музей-заповедник, Владимир, Россия                                                                    | [ 15 ]                                                                                      |
| 1910-е    |               | «Закат»                                                        | Бумага, темпера 44,7 x 56 Ж-12138                                                | Государственный Русский музей, Санкт-Петербург, Россия | [ 16 ]                                                                                      |
| 1910      |               | «Портрет Ольги Константиновны Лансере»                         | Холст, масло 69 х 61                                                             | Частная коллекция | [ 17 ]                                                                                      |
| 1910      |               | «Окно»                                                         | Бумага, гуашь 40 х 30                                                            | Частная коллекция | [ 18 ]                                                                                      |
| 1910      |               | «Портрет Бориса Анатольевича Серебрякова»                      | Холст, масло 73,5 х 63 ПДМБ 174-ж                                                | Государственный музей-заповедник, Петергоф, Санкт-Петербург, Россия                                                                                           | [ 19 ]                                                                                      |
| 1910      |               | «Женя и Шура на крыльце в Нескучном»                           | Бумага, темпера 43 х 41,5 ПДМБ 170-ж                                             | Государственный музей-заповедник, Петергоф, Санкт-Петербург, Россия                                                                                           | [ 20 ]                                                                                      |
| 1910      |               | «Натурщица»                                                    | Холст, масло 73,0 х 88,0 ПДМБ 176-ж                                              | Государственный музей-заповедник, Петергоф, Санкт-Петербург, Россия                                                                                           | [ 21 ]                                                                                      |
| 1911      |               | «Автопортрет в шарфе»                                          | Бумага, акварель, темпера 36 х 26                                                | Государственный музей изобразительных искусств имени А. С. Пушкина, Москва, Россия                                                                            | [ 22 ]                                                                                      |
| 1911      |               | «Пейзаж с рекой»                                               | Холст, масло 77,0 х 76,0 Ж 488                                                   | Государственный художественный музей Алтайского края, Барнаул, Россия                                                                                         | [ 23 ]                                                                                      |
| 1911      |               | «Купальщица»                                                   | Холст, масло 42,5 х 48,5 ПДМБ 177-ж                                              | Государственный музей-заповедник, Петергоф, Санкт-Петербург, Россия                                                                                           | Этюд                                                                                        |
| 1911      |               | «Девушка со свечой. Автопортрет»                               | Холст, масло 72 x 58 Ж-1902                                                      | Государственный Русский музей, Санкт-Петербург, Россия | Этюд                                                                                        |
| 1912      |               | «Кормилица с ребенком»                                         | Холст, масло 86,5 х 66,8 Ж — 1419                                                | Государственный художественный музей, Нижний Новгород, Россия                                                                                                 | [ 26 ]                                                                                      |
| 1912      |               | «На лугу. Нескучное»                                           | Холст, масло 62,5 х 84,3 НГХМ-Ж — 1236                                           | Государственный художественный музей, Нижний Новгород, Россия                                                                                                 | [ 27 ]                                                                                      |
| 1913      |               | «Крестьянка с квасником (Пелагея Молчанова)»                   | Холст, масло Ж — 1420                                                            | Государственный художественный музей, Нижний Новгород, Россия                                                                                                 | Фрагмент утраченного первого варианта картины «Жатва»                                       |
| 1914      |               | «Ель»                                                          | Бумага, темпера 49,0 х 37,5 Ж 481                                                | Государственный художественный музей Алтайского края, Барнаул, Россия                                                                                         | [ 29 ]                                                                                      |
| 1915      |               | «В качалке»                                                    | Бумага, акварель 59,5 х 44,5 Ж-707                                               | Краевой художественный музей имени Ф. А. Коваленко, Краснодар, Россия                                                                                         | [ 30 ]                                                                                      |
| 1917      |               | «Тата и Катя Серебряковы»                                      | Холст, масло 71 х 77,2 71 х 78 Ж-2511                                            | Приморская государственная картинная галерея, Владивосток, Россия                                                                                             | Этюд                                                                                        |
| 1917      |               | «Портрет Марии Георгиевны Направник»                           | Холст, масло 99 х 82 РЖ 20                                                       | Чувашский государственный художественный музей, Чебоксары, Россия                                                                                             | [ 32 ]                                                                                      |
| 1917      |               | «Беление холста»                                               | Холст, масло 142 х 175,5 Инв.4416                                                | Государственная Третьяковская галерея, Москва, Россия | [ 34 ]                                                                                      |
| 1919      |               | «Мальчики в матросских тельняшках»                             | Холст, масло 81 х 60 Ж-1231                                                      | Государственная Третьяковская галерея, Москва, Россия | [ 35 ]                                                                                      |
| 1920-е    |               | «Катюша на одеяле»                                             | Холст, масло 58 х 120 ПДМП 1323-ж                                                | Государственный музей-заповедник, Петергоф, Санкт-Петербург, Россия                                                                                           | [ 36 ]                                                                                      |
| 1920      |               | «На террасе в Харькове»                                        | Холст, масло 110 х 75 Ж-795                                                      | Государственный художественный музей, Новосибирск, Россия | 1919 г. в Госкаталоге                                                                       |
| 1920      |               | «Портрет археолога Е. А. Никольской»                           | Холст, масло 74 х 62 Ж-1571                                                      | Областной художественной музей, Ульяновск, Россия | [ 39 ]                                                                                      |
| 1921      |               | «Автопортрет с дочерьми»                                       | Холст, масло 90 х 62 Ж-151                                                       | Государственный историко-архитектурный и художественный музей-заповедник, Рыбинск, Россия                                                                     | [ 40 ]                                                                                      |
| 1921      |               | «Портрет Сергея Ростиславовича Эрнста»                         | Холст, масло 81 х 72 Ж — 1412                                                    | Государственный художественный музей, Нижний Новгород, Россия                                                                                                 | [ 41 ]                                                                                      |
| 1921      |               | «Вид на Петропавловскую крепость»                              | бумага на картоне, дерево, стекло, темпера 46,5 х 58,5 66,5 х 77,5 45 х 57 ЖТ-48 | Государственный мемориальный музей-заповедник Д. И. Менделеева и А. А. Блока, Солнечногорск, Россия                                                           | [ 42 ] [ 43 ]                                                                               |
| 1922      |               | «В балетной уборной»                                           | Холст, масло 101х103 Ж-796                                                       | Государственный художественный музей, Новосибирск, Россия | Эскиз                                                                                       |
| 1922      |               | «Автопортрет»                                                  | Холст, масло 69 x 57 Ж-6708                                                      | Государственный Русский музей, Санкт-Петербург, Россия | [ 45 ]                                                                                      |
| 1922      |               | «Портрет С.Эрнста»                                             | Бумага, темпера 57 x 45 ЖС-1286                                                  | Государственный Русский музей, Санкт-Петербург, Россия | [ 46 ]                                                                                      |
| 1922      |               | «Автопортрет»                                                  | Картон, бумага, пастель 65 x 48 Ж-6681                                           | Государственный Русский музей, Санкт-Петербург, Россия | [ 47 ]                                                                                      |
| 1922      |               | «Церковь Екатерининского дворца»                               | Бумага, пастель, смешанная техника 59,2 х 47,0                                   | Государственный художественно-архитектурный дворцово-парковый музей-заповедник, Царское село, Санкт-Петербург, Россия                                         | Лист с изображением на двух сторонах, на оборотной стороне несколько набросков автопортрета |
| 1922      | «Автопортрет» |                                                                | Бумага, пастель, смешанная техника 59,2 х 47,0                                   | Государственный художественно-архитектурный дворцово-парковый музей-заповедник, Царское село, Санкт-Петербург, Россия                                         | Лист с изображением на двух сторонах, на оборотной стороне несколько набросков автопортрета |
| 1924      |               | «В балетной уборной»                                           | Холст, масло 92,5 х 93 ПДМБ 175-ж                                                | Государственный музей-заповедник, Петергоф, Санкт-Петербург, Россия                                                                                           | Эскиз                                                                                       |
| 1924      |               | «На кухне. Портрет Кати»                                       | Холст, масло 78,5 х 61,3 Ж-94                                                    | Музей изобразительных искусств, Нижний Тагил, Россия | [ 50 ]                                                                                      |
| 1924      |               | «Балетная уборная (Балет П. И. Чайковского „Лебединое озеро“)„ | Холст, масло 90 х 54 Ж-1232                                                      | Государственная Третьяковская галерея, Москва, Россия | [ 51 ]                                                                                      |
| 1924      |               | «Девочки-сильфиды (Балет „Шопениана“)„                         | Холст, масло 82 х 103 Ж-1233                                                     | Государственная Третьяковская галерея, Москва, Россия | [ 52 ]                                                                                      |
| 1925      |               | «Автопортрет с палитрой»                                       | Холст, масло 70,5 х 60,5 ОЖ 1039                                                 | Государственный музей театрального и музыкального искусства, Санкт-Петербург, Россия                                                                          | [ 53 ]                                                                                      |
| 1927      |               | «Портрет девушки в синем»                                      | Бумага, пастель 61,5 x 46,5 ЖС-436                                               | Государственный Русский музей, Санкт-Петербург, Россия | [ 54 ]                                                                                      |
| 1929      |               | «Альпийский пейзаж. Кастеллан»                                 | Бумага, темпера 45 x 60,3 ЖС-1285                                                | Государственный Русский музей, Санкт-Петербург, Россия | На обороте: авторский карандашный набросок панорамы горного пейзажа                         |
| 1929      |               | «Окрестности Кастеллана»                                       | Бумага, темпера 45 х 60 ПДМБ 67-ж                                                | Государственный музей-заповедник, Петергоф, Санкт-Петербург, Россия                                                                                           | [ 56 ]                                                                                      |
| 1930-е    |               | «Автопортрет»                                                  | Холст дублированный, масло 59,8 х 44,9 ЖВ-67                                     | Государственный художественный музей, Югра, Россия | [ 57 ]                                                                                      |
| 1930      |               | «Заплетающая косу»                                             | Холст, масло 83 х 63 Ж-1579                                                      | Областной художественной музей, Ульяновск, Россия | [ 58 ]                                                                                      |
| 1930      |               | «Окрестности Ментоны»                                          | Гуашь, бумага, темпера 48 х 62 ПДМБ 139-ж                                        | Государственный музей-заповедник, Петергоф, Санкт-Петербург, Россия                                                                                           | [ 59 ]                                                                                      |
| 1930      |               | «Коллиур. Рыбацкий порт»                                       | Гуашь, лак, бумага, темпера 40 х 62 ПДМБ 138-ж                                   | Государственный музей-заповедник, Петергоф, Санкт-Петербург, Россия                                                                                           | [ 60 ]                                                                                      |
| 1930      |               | «Люксембургский сад»                                           | Бумага на картоне, масло 47 х 58 Ж 928                                           | Музей изобразительных искусств, Тула, Россия | [ 61 ]                                                                                      |
| 1932      |               | «В окрестностях Буджиано (Буджано)»                            | Лак, бумага, темпера 46.5 x 62.4 Ж-470                                           | Художественный музей, Новокузнецк, Россия | [ 62 ]                                                                                      |
| 1935      |               | «Портрет Елены Александровны Бенуа-Браславской»                | Бумага, масло 63 х 48 ПДМБ 146-ж                                                 | Государственный музей-заповедник, Петергоф, Санкт-Петербург, Россия                                                                                           | [ 63 ]                                                                                      |
| 1936      |               | «Портрет Екатерины Борисовны Серебряковой»                     | Гуашь, бумага, масло 60,5 х 47 ПДМБ 140-ж                                        | Государственный музей-заповедник, Петергоф, Санкт-Петербург, Россия                                                                                           | [ 64 ]                                                                                      |
| 1937      |               | «Натюрморт с корзиной»                                         | Холст, масло 65 х 81 ПДМБ 66-ж                                                   | Государственный музей-заповедник, Петергоф, Санкт-Петербург, Россия                                                                                           | [ 65 ]                                                                                      |
| 1938      |               | «Портрет Александра Борисовича Серебрякова»                    | Бумага, масло 63 х 48 ПДМБ 142-ж                                                 | Государственный музей-заповедник, Петергоф, Санкт-Петербург, Россия                                                                                           | [ 66 ]                                                                                      |
| 1938      |               | «Портрет Анны Александровны Черкесовой»                        | Холст, масло 73,5 х 60 ПДМБ 80-ж                                                 | Государственный музей-заповедник, Петергоф, Санкт-Петербург, Россия                                                                                           | [ 67 ]                                                                                      |
| 1939      |               | «Портрет Александра Юрьевича Черкесова»                        | Бумага, масло, темпера 63 х 47,5 ПДМБ 144-ж                                      | Государственный музей-заповедник, Петергоф, Санкт-Петербург, Россия                                                                                           | [ 68 ]                                                                                      |
| 1940      |               | «Обнажённая с книгой»                                          | Холст, масло 75 х 60 Ж 0687                                                      | Музей изобразительных искусств, Калуга, Россия | [ 69 ]                                                                                      |
| 1940      |               | «Портрет Ефима Израилевича Шапиро»                             | Бумага, масло, сангина 63,2 х 47,8 ПДМБ 141-ж                                    | Государственный музей-заповедник, Петергоф, Санкт-Петербург, Россия                                                                                           | [ 70 ]                                                                                      |
| 1943      |               | «Портрет Ирины Заколодкиной»                                   | Масло, бумага 61.4 x 46.8 Ж-469                                                  | Художественный музей, Новокузнецк, Россия | [ 71 ]                                                                                      |
| 1946      |               | «Автопортрет»                                                  | 64х49\|подрамник Ж-7543                                                          | Государственный Русский музей, Санкт-Петербург, Россия | [ 72 ]                                                                                      |
| 1947      |               | «Портрет Лукомской С.М., урожденной Драгомировой»              | Бумага, масло, темпера 60,5 х 46 Ж 0688                                          | Музей изобразительных искусств, Калуга, Россия | Портрет Лукомской                                                                           |
| 1956      |               | «Автопортрет»                                                  | Холст, масло 63,5х54,5 Ж 917                                                     | Музей изобразительных искусств, Тула, Россия | [ 74 ]                                                                                      |
| 1961      |               | «Портрет. Лифарь С. М.»                                        | Бумага, масло 61 Х 46,3 75,4Х60,1 Ж 380                                          | Государственный центральный театральный музей имени А.А. Бахрушина, Москва, Россия                                                                            | Декабрь. Изображение отсутствует в Госкаталоге                                              |
| 1967      |               | «Портрет Евгения Борисовича Серебрякова»                       | Бумага, масло, темпера 63 х 46,3 ПДМБ 178-ж                                      | Государственный музей-заповедник, Петергоф, Санкт-Петербург, Россия                                                                                           | 28 января                                                                                   |
| 1967      |               | «Портрет В.А. Пушкарева»                                       | Бумага, масло 63 x 47,5 ЖС-1178                                                  | Государственный Русский музей, Санкт-Петербург, Россия | Портрет Пушкарёва                                                                           |
| —         |               | «Куст»                                                         | Бумага, темпера 9,7 х 6,5 ПДМБ 136-ж                                             | Государственный музей-заповедник, Петергоф, Санкт-Петербург, Россия                                                                                           | [ 78 ]                                                                                      |
| —         |               | «Улица»                                                        | Бумага, белила, темпера 15,7 х 23,8 ПДМБ 130-ж                                   | Государственный музей-заповедник, Петергоф, Санкт-Петербург, Россия                                                                                           | [ 79 ]                                                                                      |
| —         |               | «Собаки»                                                       | Бумага, темпера 19,7 х 27,5 ПДМБ 124-ж                                           | Государственный музей-заповедник, Петергоф, Санкт-Петербург, Россия                                                                                           | Этюд                                                                                        |
| —         |               | «Дети за столом»                                               | Бумага, темпера 14,1 х 15,6 ПДМБ 126-ж                                           | Государственный музей-заповедник, Петергоф, Санкт-Петербург, Россия                                                                                           | [ 81 ]                                                                                      |
| —         |               | «Крещение»                                                     | Бумага, темпера 19,3 х 21,8 ПДМБ 123-ж                                           | Государственный музей-заповедник, Петергоф, Санкт-Петербург, Россия                                                                                           | [ 82 ]                                                                                      |
| —         |               | «Спящий ребёнок»                                               | Бумага, темпера 16,4 х 22 ПДМБ 120-ж                                             | Государственный музей-заповедник, Петергоф, Санкт-Петербург, Россия                                                                                           | [ 83 ]                                                                                      |
| —         |               | «Автопортрет за работой»                                       | Бумага, белила, темпера 23,3 х 27,6 ПДМБ 127-ж                                   | Государственный музей-заповедник, Петергоф, Санкт-Петербург, Россия                                                                                           | [ 84 ]                                                                                      |
| —         |               | «Улица с прохожими»                                            | Бумага, белила, темпера 24 х 17,7 ПДМБ 132-ж                                     | Государственный музей-заповедник, Петергоф, Санкт-Петербург, Россия                                                                                           | [ 85 ]                                                                                      |
| —         |               | «Три женщины»                                                  | Бумага, белила, темпера 17,8 х 15 ПДМБ 131-ж                                     | Государственный музей-заповедник, Петергоф, Санкт-Петербург, Россия                                                                                           | [ 86 ]                                                                                      |
| —         |               | «Под снегопадом»                                               | Бумага, белила, темпера 8,9 х 18,5 ПДМБ 134-ж                                    | Государственный музей-заповедник, Петергоф, Санкт-Петербург, Россия                                                                                           | [ 87 ]                                                                                      |
| —         |               | «Молодой сыч»                                                  | Бумага, белила, карандаш, темпера 14,0 х 17,1 ПДМБ 121-ж                         | Государственный музей-заповедник, Петергоф, Санкт-Петербург, Россия                                                                                           | [ 88 ]                                                                                      |
| —         |               | «Голова ребёнка»                                               | Бумага, белила, темпера 7,5 х 8,7 ПДМБ 128-ж                                     | Государственный музей-заповедник, Петергоф, Санкт-Петербург, Россия                                                                                           | Этюд                                                                                        |
| —         |               | «Женская головка»                                              | Бумага, темпера 30,3х24,2 Ж-646                                                  | Краевой художественный музей имени Ф. А. Коваленко, Краснодар, Россия                                                                                         | [ 90 ]                                                                                      |
| —         |               | «Извозчик и прохожий»                                          | Бумага, белила, темпера 21 х 17 ПДМБ 129-ж                                       | Государственный музей-заповедник, Петергоф, Санкт-Петербург, Россия                                                                                           | [ 91 ]                                                                                      |
| —         |               | «Коляска и лошадь»                                             | Бумага, белила, темпера 23,9 х 31,9 ПДМБ 133-ж                                   | Государственный музей-заповедник, Петергоф, Санкт-Петербург, Россия                                                                                           | [ 92 ]                                                                                      |
| —         |               | «Автопортрет»                                                  | Бумага, белила, темпера 15,3 х 15,5 ПДМБ 119-ж                                   | Государственный музей-заповедник, Петергоф, Санкт-Петербург, Россия                                                                                           | [ 93 ]                                                                                      |

## Комментарии
1. ↑  Государственный каталог Музейного фонда Российской Федерации (далее — Госкаталог)